# Le Pin (Gard)
 Le Pin  es una población y comuna francesa, situada en la región de Languedoc-Rosellón, departamento de Gard, en el distrito de Nimes y cantón de Bagnols-sur-Cèze.

## Demografía
| 164 | 150 | 140 | 173 | 256 | 290 |
| Para los censos de 1962 a 1999 la población legal corresponde a la población sin duplicidades (Fuente: INSEE [Consultar]) |     |     |     |     |     |